# Hôtel de ville d'Aramon
L'hôtel de ville d'Aramon est un ancien édifice civil ayant accueilli les institutions municipales de la ville d'Aramon. Il fait l'objet d'un classement au titre des monuments historiques en 1907.